# Vicetone
Vicetone là nhóm nhạc đến từ Groningen, Hà Lan gồm hai thành viên và cũng là DJ: Ruben Den Boer (sinh 22 tháng 1 năm 1992) and Victor Pool (sinh 9 tháng 7 năm 1992). Nhóm nhạc này xếp thứ 81 thế giới trong bảng xếp hạng DJ Mags 2016. Nhóm nhạc này đã ba lần về thăm Việt Nam vào năm 2014, 2015 và 2024.
Năm 2013, nhóm nhạc đã được bình chọn cho giải DJ Mag Top 100 DJs và đứng vị trí thứ 60. Sau đó năm 2014, họ tăng 24 bậc để vươn lên vị trí thứ 36. Năm 2015, Vicetone tụt 14 bậc xuống vị trí thứ 50. Nhóm nhạc này hiện đang có 50 triệu lượt xem.

## Tiểu sử
Cả hai thành viên đều là nhà soạn nhạc và DJ người Hà Lan. Victor và Ruben gặp nhau ở tuổi 15 ở trường, là nơi bắt đầu bộc lộ tài năng. Họ liên hệ với Eric Prydz và Swedish House Mafia, và trở thành nhà tài trợ của nhóm nhạc. Đầu năm 2012, họ bắt đầu sáng tác nhạc theo thể loại House, đặc biệt là progressive house. Cùng năm đó, họ đã cho ra mắt bài hát "Heartbeat" với Collin McLoughlin. Bài hát cũng được rất nhiều lượt xem. Tiếp đó, họ remix những bài hát của các ca sĩ nổi tiếng thế giới như Adele, Calvin Harris, Maroon 5, và Zedd. Tháng Bảy 2013, họ tiếp tục hợp tác với Nicky Romero. Tháng Mười năm đó, họ đã ra mắt hãng đĩa Protocol Recordings. Tháng Mười một, Vicetone tiếp tục hợp tác với Nervo tại Mexico.
Năm 2014, Vicetone cho ra mắt Spinnin' Records. They also had other high profile releases on Nicky Romero's Protocol Recordings và Hardwell's Revealed Recordings. They also performed at the 2014 edition of the Ultra Music Festival. Their major breakthrough that year, however, came with the release of their first Beatport #1 overall charting track "Let Me Feel", that was a collaboration with Nicky Romero. Later that year, they performed at the TomorrowWorld festival in Atlanta. Vicetone also announced that they had also composed the single "United We Dance" as the soundtrack for the 2014 Ultra Music Festival aftermovie, which they then released on Ultra Records. For their final track of 2014, Vicetone released their track "What I've Waited For" through Monstercat.
To start off 2015, Vicetone released their vocal progressive track "No Way Out", a collaboration with vocalist Kat Nestel, which marked the third track they released through the Spinnin' Records main imprint, after "Lowdown" and their remix of Cash Cash's "Overtime". Following the success of their Ultra Music Festival aftermovie anthem, they released the festival's 2015 anthem "Follow Me" featuring JHart on February 17th 2015. Later in 2015, the duo released two more singles with Kat Nestel titled "Angels" and "Nothing Stopping Me," both on Ultra Music, released a remix for a song from the popular game League of Legends called "Project Yi" and they remixed Hardwell và Tiesto's collaboration, "Colors".
To start off 2016 they released a new track on Spinnin' Records called "Pitch Black". This was followed by the release of their first EP entitled "Aurora", which was released in April before the beginning of a headline tour of the same name.

## Các bài hát

### Bài hát đầu tay
| Year | Title                  | Artist(s)                                        | Label        | Album     |
| ---- | ---------------------- | ------------------------------------------------ | ------------ | --------- |
| 2012 | "Harmony"              | Vicetone                                         | Monstercat   | —         |
| 2013 | "Heartbeat"            | Vicetone feat. Collin McLoughlin                 | Monstercat   | —         |
| 2013 | "Stars"                | Vicetone feat. Jonny Rose                        | Armada Trice | —         |
| 2013 | "Tremble"              | Vicetone                                         | Protocol     | —         |
| 2013 | "Chasing Time"         | Vicetone feat. Daniel Gidlund                    | Armada Trice | —         |
| 2014 | "Lowdown"              | Vicetone                                         | Spinnin'     | —         |
| 2014 | "White Lies"           | Vicetone feat. Chloe Angelides                   | Protocol     | —         |
| 2014 | "Ensemble"             | Vicetone                                         | Doorn        | —         |
| 2014 | "Heat"                 | Vicetone                                         | Revealed     | —         |
| 2014 | "Let Me Feel"          | Nicky Romero and Vicetone feat. When We Are Wild | Protocol     | —         |
| 2014 | "United We Dance"      | Vicetone                                         | Ultra        | —         |
| 2014 | "What I've Waited For" | Vicetone feat. D. Brown                          | Monstercat   | —         |
| 2015 | "No Way Out"           | Vicetone feat. Kat Nestel                        | Spinnin'     | —         |
| 2015 | "Follow Me"            | Vicetone feat. JHart                             | Ultra        | —         |
| 2015 | "Angels"               | Vicetone feat. Kat Nestel                        | Ultra        | —         |
| 2015 | "Nothing Stopping Me"  | Vicetone feat. Kat Nestel                        | Ultra        | —         |
| 2015 | "Catch Me"             | Vicetone                                         | Dim Mak      | —         |
| 2015 | "I'm on Fire"          | Vicetone                                         | Spinnin'     | —         |
| 2016 | "Pitch Black"          | Vicetone                                         | Spinnin'     | —         |
| 2016 | "Bright Side"          | Vicetone feat. Cosmos & Creature                 | Spinnin'     | Aurora EP |
| 2016 | "Don't You Run"        | Vicetone feat. Raja Kumari                       | Spinnin'     | Aurora EP |
| 2016 | "Siren"                | Vicetone feat. Pia Toscano                       | Spinnin'     | Aurora EP |
| 2016 | "The Otherside"        | Vicetone                                         | Spinnin'     | Aurora EP |
| 2016 | "Green Eyes"           | Vicetone                                         | Spinnin'     | Aurora EP |
| 2016 | "Hawt Stuff"           | Vicetone                                         | Spinnin'     | —         |
| 2016 | "Nevada"               | Vicetone feat. Cozi Zuehlsdorff                  | Monstercat   | —         |
| 2016 | "Anywhere I Go"        | Vicetone                                         | Spinnin'     | —         |
| 2016 | "Apex"                 | Vicetone                                         | Monstercat   |           |
| 2017 | "I Hear You"           | Vicetone                                         | Monstercat   |           |
| 2018 | "Way back"             | Vicetone feat. Cozi Zuehlsdorff                  | Monstercat   |           |

### Remix
- 2012: Calvin Harris ft. Ne-Yo – Let's Go (Vicetone Remix)
- 2012: Flo Rida – Whistle (Vicetone Remix)
- 2012: Adele – Someone Like You (Vicetone Remix)
- 2012: Maroon 5 – Payphone (Vicetone Remix)
- 2012: Fedde Le Grand & Nicky Romero ft. Matthew Koma – Sparks (Vicetone Remix)
- 2012: Morgan Page – The Longest Road (Vicetone 2012 Bootleg)
- 2012: Youngblood Hawke – We Come Running (Vicetone Remix)
- 2012: Zedd ft. Foxes – Clarity (Vicetone Remix)
- 2013: Hook N Sling vs NERVO – Reason (Vicetone Remix)
- 2013: Doctor P. ft. Eva Simons – Bulletproof (Vicetone Remix)
- 2013: Cazzette – Weapon (Vicetone Remix)
- 2013: Vicetone vs Nico Vega - Beast
- 2013: David Puentez ft. Shena – The One (Vicetone remix)
- 2013: Matthew Koma – One Night (Vicetone Remix)
- 2013: NERVO – Hold On (Vicetone Remix)
- 2013: Nicky Romero vs. Krewella – Legacy (Vicetone Remix)
- 2013: Vicetone vs Popeska ft. Luciana - The New Kings
- 2013: Linkin Park & Steve Aoki - A Light That Never Comes (Vicetone Remix)
- 2014: Krewella - Enjoy The Ride (Vicetone Remix)
- 2014: Cash Cash - Overtime (Vicetone Remix)
- 2014: Vicetone & Tony Igy - Astronomia 2014
- 2014: Dillon Francis & Sultan & Ned Shepard ft. The Chain Gang Of 1974 - When We Were Young (Vicetone Remix)
- 2015: Urban Cone ft. Tove Lo - Come Back To Me (Vicetone Remix)
- 2015: Little Boots - No Pressure (Vicetone Remix)
- 2015: Hardwell & Tiësto ft. Andreas Moe - Colors (Vicetone Remix)
- 2015: Kelly Clarkson - Invincible (Vicetone Mix)
- 2016: League of Legends - PROJECT: Yi (Vicetone Remix)
- 2016: Vicetone x Bob Marley - Is This Love
- 2016: Bonnie McKee - I Want It All (Vicetone Remix)
- 2017: A R I Z O N A - Ocean Away (Vicetone Remix)

### Sắp tới
- Vicetone - End of the Year Mix 2015 ID2 (You Should Be Dancing)
- The Progidy - Omen (Vicetone Remix)
- Vicetone & KSHMR - ID
- Vicetone & A-Trak - ID
- Vicetone & Youngblood Hawke - Landslide

### Chưa được phát hành
- Vicetone - Strike
- Vicetone - Steamfunk 2013